# 캐머런 밴더버그
캐머런 밴더버그(영어: Cameron van der Burgh, 1988년 5월 25일 ~ )는 남아프리카 공화국의 수영 선수이다. 2012년 런던 올림픽 100m 배영 부문에서 금메달을 땄다.

## 같이 보기
- 올림픽 수영 남자 메달리스트 목록
- 수영 평영 50m 세계 기록 추이